# 鬼束千尋
鬼束千尋（1980年10月30日—），出生於日本宮崎縣南那珂郡（現日南市）南鄉町，O型天蠍座，身高153cm。為日本流行音樂創作女歌手。

## 经历

### 成長期至參加甄選
自幼受到雙親的影響（尤其是母親，曾為民謠歌手、民謠指導者），小學開始學習電子琴、嘗試寫詩。國中時，聽了木匠兄妹的作品，開啟她對歌唱、樂曲創作的興趣，之後接觸了大量洋樂和昭和歌謠，像是艾拉妮絲·莫莉塞特、馬歇爾(Amanda Marshall)，松任谷由實等等女性創作歌手的音樂。
高二時首次接觸阿拉斯加創作女歌手珠兒的音樂，帶給她莫大的衝擊。至此確定把音樂當作志向的她，便全力投注在詞曲創作上（尤其是詞。大多是先寫詞、再譜曲。並且不寫譜面、只彈奏）。剛升上高三時，鬼束千尋以原創曲〈call〉和翻唱珠兒的〈Who will save your soul〉參加EMI音樂 (日本)甄選，獲得評審相當高的評價，並簽下合約。
1999年高中畢業後，即前往東京發展，全新的環境帶來豐沛的靈感，短短半年內創作出將近60首的作品。這些作品也成為日後的重要基石。

### 出道、以《月光》爆紅且長銷
2000年2月以單曲《SHINE》（シャイン）出道，但銷量不算亮眼。半年後的第二張單曲《月光 (單曲)》是使她躋升暢銷歌手之列的作品。搭配電視連續劇圈套片尾曲，使她打開知名度（電視劇續集和劇場版也陸續使用鬼束的歌曲作片尾曲）。2020年初、出道二十周年、接受NHK音樂節目《SONGS》專訪時，鬼束談到〈月光〉之於她的兩個意義：一是使她廣為人知的代表性作品；二是如果把歌曲當成自己的小孩，〈月光〉就是眾多孩子中、長大成人的其中一位。
2001年3月發行的首張專輯《失眠 (鬼束千尋專輯)》（インソムニア）在首週即登上Oricon排行榜冠軍，發售一個月後即突破百萬銷量，也是三個月後還在榜上的長銷作品。2001年年底，以〈眩暈〉榮獲該年度日本唱片大獎作詞賞；隔年2002年3月再以《失眠》專輯拿下日本金唱片大賞的『年度搖滾專輯』一獎。並於11月站上日本音樂象徵性聖地——日本武道館的舞台。創作成績屢獲專家和聽眾肯定。

### 手術、休養、再出發
歌唱事業急速發展的鬼束千尋，過於密集的行程卻也對她的身心產生影響。2003年發現聲帶結節，需進行手術及休養。隔年改與環球音樂簽約，10月發行單曲《育つ雑草》復出。一改過去鋼琴為主、抒情旋律，是首節奏感強烈、全新面貌的搖滾歌曲。
但發完這張單曲後，以身體狀況不佳為由，休息了兩年多。休養期間，向欣賞的製作人—小林武史提出合作邀約，慢慢地再度展開創作和錄音。2007年初，音樂雜誌登出復出報導、在音樂祭上現身開嗓，宣布再次復出；並在年底發行睽違將近五年的新專輯《LAS VEGAS》時，向媒體透露「想進軍海外、獲得葛萊美獎」的野望。
只是要實現這個野望，似乎遙遙無期。2008年九月，再度以身體狀況不佳為由，取消個人巡迴演唱會，並休息到隔年年中。

### 第三度復出、騷動期
但是當2009年、鬼束第三度復出時，出現的卻不是大家過去習慣、「清楚」女孩般的她；而是畫著濃妝、大紅口紅、穿著豔麗服裝。2010到2012年，曾因和男友的騷動登上社會版版面；主持網路直播節目，但因脫序演出而未受好評；在個人社群對演藝界前輩發出恐嚇文。這段期間，她的容貌變化和無關音樂的表現吸引了眾人的目光，而不是依舊充滿個人風格的作品。
2011年與專輯《劍與楓》同日出版的自傳散文《月之破片》（月の破片），書腰上印著「我，是個野蠻人(暴れん坊)」，似乎想告訴世人：我根本不是你們想像中的「那個鬼束千尋」，我要撕去所有標籤，如實道出自己究竟是什麼樣的人；也坦承出道以來就與失眠纏鬥。2012年發行洋樂翻唱專輯《FAMOUS MIRCOPHONE》。2013年，覺得「(和這兩位一起)應該能完成更多不同的事」而與長年熟識、被鬼束稱為「東京的爸爸」的富樫春生與吉他手—友森昭一共組樂團、發行了一張音樂性豐富、擴展更多聲音可能性的專輯。

### 安定發展、出道二十周年
經過幾年的騷動後，2016年年底發行睽違近三年的單曲《good bye my love》時，又以清楚容貌、黑長直髮的樣子、第四度復出。樂風也回到剛出道時期，以鋼琴為主軸的抒情旋律，彷彿前幾年的騷動都沒發生過的樣子；而這一切的變化，至今仍是個謎。
但從2017年年初《症候群 (專輯)》的訪談中或許可以一窺端倪，鬼束談到(節錄)：「二十歲後半正在嘗試挑戰自己的潛能和好奇心，結果就是勉強自己去做各式各樣的事、變得一直在逞強，也因為容易膩的個性，雖然好奇心暴走，但馬上就累了；也為了回應周遭人們的期許，變成服務精神過頭，努力回應卻沒辦法做好所有事情。」
2018年，單曲〈Twilight Dreams〉被富士串流劇《情色小說家》(ポルノグラファー)選為片尾曲，是繼《圈套》系列之後，睽違十五年再度成為連續劇主題曲；續集前傳和電影版，也都繼續使用鬼束的作品作為主題曲。
2020年初，迎來出道二十周年，發行精選輯《REQUIEM AND SILENCE》，當中的新歌〈書きかけの手紙〉，鬼束以自身絕對不算順遂的演藝經歷寫出這首相當直白、撫慰人心的歌曲，紀念自己的出道周年。年底發行第八張專輯《HYSTERIA》，主打「過去與現在交織」，以二十年前、出道當時創作的樣本歌曲，搭上現在寫的歌詞，展現出全新的鬼束樣貌。

## 發行作品

### 單曲
- SHINE《シャイン》（2000年2月9日）
- 月光（2000年8月9日）
- 牢籠《Cage》（2000年11月8日）
- 眩暈/邊緣《眩暈/edge》（2001年2月9日）
- 感染/愛情槍手《infection/LITTLE BEAT RIFLE》（2001年9月7日）
- 流星群（2002年2月6日）
- 記號《Sign》（2003年5月21日）
- 美麗戰士《Beautiful Fighter》（2003年8月20日）
- 好日子遠行‧往西《いい日旅立ち・西へ》（2003年10月29日）
- 與我共舞華爾滋《私とワルツを》（2003年11月27日）
- 雜草《育つ雑草》（2004年10月27日）
- everyhome（2007年5月30日）
- 我們的玫瑰色時光《僕等 バラ色の日々》（2007年9月19日）
- 螢《螢》（2008年8月6日）
- X/最後的旋律《X/ラストメロディー》（2009年5月20日）
- 無路可歸 《帰り路をなくして》(2009年7月22日)
- 陽炎 (2009年9月2日)
- 青鳥《青い鳥》 (2011年4月6日)
- 惡作劇小丑演唱會現場販售限定(2013年3月11日)
- This Silence Is Mine / あなたとSciencE (2013年12月18日) ※PS3遊戲『ドラッグ オン ドラグーン3（復仇龍騎士 3）』主題曲
- 當祈禱化作言語之時《祈りが言葉に変わる頃》 (2014年5月28日) ※電影『咒怨-終結的開始』主題曲 （iTunes付費下載限定）
- スター・ライト・レター《Starlight Letter》 (2015年4月30日) ※官方付費會員販售限定
- good bye my love (2016年11月2日)
- 雛菊（暫譯）《ヒナギク》 (2018年8月22日)
- End of the world (2019年3月27日) ※配信限定 電視劇『靛藍色的心情 』主題曲

### 專輯
- 失眠《Insomnia、インソムニア》（2001年3月7日）
- 盔甲《This Armor》（2002年3月6日）
- Sugar High（2002年12月11日）
- 拉斯維加斯《LAS VEGAS》（2007年10月31日）
- 桃樂絲《DOROTHY》 (2009年10月28日)
- 劍與楓《剣と楓》 (2011年4月20日)
- Famous Microphone (2012年5月30日) ※洋樂翻唱專輯
- TRICKY SISTERS MAGIC BURGER (2014年9月24日)（第一張以樂團「鬼束千尋＆比利三明治(暫譯)」名義發行之專輯）
- 症候群 《シンドローム》(2017年2月1日)
- HYSTERIA (2020年11月24日)

### 精選輯
- the ultimate collection（2004年12月1日）
- SINGLES 2000-2003（2005年9月7日）
- 'ONE OF PILLARS' 〜BEST OF CHIHIRO ONITSUKA 2000-2010〜 (2010年4月28日)
- GOOD BYE TRAIN〜ALL TIME BEST 2000-2013 (2013年12月18日)
- REQUIEM AND SILENCE (2020年2月20日)

### 現場收音專輯
- Tiny Screams（2017年6月21日）

### BOX作品
- SINGLE BOX（2004年3月17日）
- UN AMNESIAC GIRL 〜First Code (2000-2003)〜（2024年3月27日）

### 影像作品
- 月光+1 SINGLE CLIPS LIMITED EDITION（2000年8月9日）VHS 
  - 收錄「月光」、「SHINE(unplugged)」音樂錄影帶（新星堂店鋪限定・數量限定販售）
- ME AND MY DEVIL（2001年4月11日）VHS/DVD MV集
- CRADLE ON MY NOISE L*I*V*E* ～LIVE INSOMNIA VIDEO EDITION～（2001年11月7日）VHS/DVD
- PRINCESS BELIEVER（2002年12月11日）VHS/DVD MV集
- ULTIMATE CRASH '02 LIVE AT BUDOKAN（2003年5月21日）DVD
- the complete clips（2004年12月1日）DVD MV集
- NINE DIRTS AND SNOW WHITE FLICKERS（2008年8月6日）DVD
- HARD RED FANTASIA（2010年6月30日）DVD MV集
- HOTEL MURDERESS OF ARIZONA MY GUN（2012年3月14日）DVD
- ENDLESS LESSON（2017年11月29日）雙DVD/Blu-ray
- HUSH HUSH LOUD（2019年3月20日）DVD/Blu-ray+CD
- LIVING WITH A GHOST（2021年5月26日）DVD/Blu-ray
- Moses To Elise（2023年8月9日）DVD/Blu-ray

### 書籍
- 《月の破片》自傳散文　幻冬舎 (2011/4/20)　ISBN:978-4344019775

### 關聯作品
- 朝日電視台 連續劇 圈套系列　片尾曲
- ～Scene～ 朝日電視台連續劇『冰點2001』電視原聲帶（羽毛田丈史）（2001年9月7日） 
  - 演唱：traces（作詞 Cj／作曲 羽毛田丈史／編曲 羽毛田丈史）
- 用八音盒聽  鬼束千尋 作品集（2001年12月5日）
- THE JAPAN GOLD DISC AWARD 2002（2002年5月29日）
  - 收錄歌曲：月光 (album version)
- 九月天空 -KUGATSU NO SOLA-（PE'Z）（2002年9月11日） 
  - 作詞：Amny（作詞 鬼束千尋／作曲 PE'Z／編曲 PE'Z）
- Queen's Fellow yuming 30th anniversary cover album（合輯）（2002年12月11日） 
  - 翻唱：想守護你 （守ってあげたい）（作詞 松任谷由實／作曲 松任谷由實）
- Sweet -for emotional memories-（合輯）（2003年3月5日） 
  - 收錄歌曲：月光
- OUR LAST DAY ～CASSHERN OFFICIAL ALBUM～（合輯）（2004年4月23日） 
  - 收錄歌曲：BORDERLINE
- Venus Japan ～For Your Departure～（合輯）（2005年3月30日） 
  - 收錄歌曲：Sign
- 39(Thank You)～富士電視台『めざましテレビ』39 Project Compilation～（合輯）（2006年6月7日）
  - 收錄歌曲：好日子遠行‧往西
- 女子力UP!自分力UP!大人力UP!の女子コンピ! L25（合輯）（2007年4月4日） 
  - 收錄歌曲：Sign
- TEARS 〜J-POP SELECTION〜（合輯）（2007年11月7日）
  - 收錄歌曲：流星群
- PORTRAIT RED（原聲帶）（2008年8月6日）
  - 收錄歌曲：月光 (album version)
- 「ラストゲーム 最後の早慶戦」オリジナル・サウンドトラック（原聲帶）（2011年6月8日）
  - 收錄歌曲：螢 (instrumental)
- KING OF SONGWRITER~SONGS OF KIYOSHIRO COVERS~ （合輯）（2012年5月2日）
  - 收錄歌曲：翻唱《つ・き・あ・い・た・い》 原唱:忌野清志郎
- MIKA NAKASHIMA TRIBUTE（合輯）（2016年2月24日）
  - 收錄歌曲：翻唱《Fighter》 原唱:中島美嘉
- UNCHAIN「20th Sessions」（2016年10月19日）
  - 收錄歌曲：《緊張》 (同時為此作品填詞)

### 詞曲提供
- 劉虹嬅「好好愛我」（2001年12月6日）
  - 收錄歌曲：《月光》 (曲)
- 花岡菜積「夏之罪(暫譯)」（2015年8月12日）
  - 收錄歌曲：《夏之罪(暫譯)》 (詞曲)
- UNCHAIN「20th Sessions」（2016年10月19日）
  - 收錄歌曲：《緊張》 (詞、合唱)
- UNCHAIN「from Zero to “F”」（2017年6月7日）
  - 收錄歌曲：《甘い晩餐》 (詞)

## 外部連結
- 鬼束千尋官方網站 （页面存档备份，存于）（日語）
- 鬼束千尋 （页面存档备份，存于） - 勝利娛樂（日語）
- 鬼束千尋 （页面存档备份，存于） - FOR LIFE MUSIC ENTERTAINMENT,INC.（日語）
- 鬼束千尋 （页面存档备份，存于） - 日本環球音樂（前EMI音樂日本）（日語）
- 鬼束千尋的Facebook專頁
- 鬼束千尋的X（前Twitter）
- YouTube上的鬼束千尋頻道